# Беляев, Александр Сергеевич (музыкант)
Алекса́ндр Серге́евич Беля́ев (р. 8 августа 1962) — советский и российский рок-гитарист. Участник групп «Гуманоиды», «Озеро», «Телевизор», Nautilus Pompilius, «Колибри».

## Биография
Александр Беляев родился 8 августа 1962 года. Окончил музыкальную школу по классу классической гитары. В общеобразовательной школе играл на гитаре в группе «Гуманоиды», где вместе с ним играли Алексей Рацен (будущий барабанщик группы «Телевизор») и Игорь Петров (будущий гитарист первого состава группы «Телевизор»).
После окончания средней школы поступил в Ленинградский технологический институт холодильной промышленности и вместе в Алексеем Раценом, поступившим в Ленинградский текстильный институт, начал играть в организованной ими группе «Озеро», игравшей арт-рок, в студенческом клубе при Текстильном институте. К группе присоединился сначала басист Игорь Копылов, а затем клавишник Михаил Борзыкин. Пришедший последним Борзыкин взял на себя лидерство, и группа, переименованная в начале 1984 года в «Телевизор», стала исполнять главным образом его песни.
В 1985 году появилась программа — «Отечество иллюзий», которую мы со скандалом сыграли на фестивале в ДК «Невский». Перед концертом к нам подошёл Коля Михайлов, президент Рок-клуба, и настоятельно попросил не играть эти песни, пообещав, что, если мы его послушаем, нам дадут звание лауреатов. Мы не были намерены что-то на ходу переделывать, выкидывать какие-то песни из сложившейся программы. Конечно, было достаточно страшно. Мы играли запрещённые песни и, в общем, представляли, что может за этим последовать. Но всё обошлось, всё-таки это было уже начало перестройки.
В 1989 Александр Беляев ушёл из «Телевизора» и сразу же получил предложение от Вячеслава Бутусова и Дмитрия Умецкого принять участие в записи нового альбома группы Nautilus Pompilius «Человек без имени».
И как-то я так увлёкся этим процессом, что проработал с «Наутилусом» несколько лет вплоть до записи «Титаника». Ушёл от Бутусова без сожаления — мне просто надоело с ним играть. Я до сих пор считаю участие в «Наутилусе» мутным пятном в своей жизни. По личным причинам. Впрочем, расстались мы без драки. И я стал безработным, то есть какое-то время вообще ничего не делал. Последним музыкальным проектом, в котором я участвовал, была запись альбома «Колибри». После чего я решил завязать с музыкой, сменить профиль. В первую очередь потому, что мне надоело от кого-то зависеть. Это был 95-й год.
После окончания работы с группой «Колибри» Александр Беляев, по его словам, «чем только не занимался»: шил рабочую одежду, продавал продукты питания, был агентом, работал снабженцем и заместителем директора комбината по выпуску детского питания, занимался рекламой и политическим пиаром в телекомпании «ВИД». «За самоуправство» был отправлен руководителем «ВИДа» Александром Любимовым в Москву на дочернее предприятие — агентство интеллектуальной собственности, где «продавал бренды телекомпании „ВИД“: шоколадки „Угадай мелодию“, например, или минеральную воду „Поле чудес“ и так далее». В 2005 году, в момент интервью журналу Rolling Stone, предполагал организовать с двумя компаньонами строительную компанию. В 1993-94 годах работал в туристической компании "Арготур" при автопредприятии Интурист. Женат на артистке БДТ Марине Игнатовой (Игнатова, Марина Октябрьевна)